# Percy Herbert
Percy Mark Herbert KCVO DD (24 de abril de 1885 — 22 de janeiro de 1968) foi o primeiro Bispo de Blackburn (1927 a 1959) e Bispo de Norwich (1942 a 1959). Depois de se retirar do posto de Bispo de Norwich, ele tornou-se reitor da Igreja de St Mary Magdalen, em Sandringham, Norfolk.

## Biografia
Percy era o segundo filho de Sybella Augusta (nascida Milbank) Herbert e do Major-General Hon. William Henry Herbert, prefeito de Shrewsbury, que morava em Winsley Hall, Shrewsbury. Seu irmão mais velho, Henry James Herbert, morreu solteiro em 1911.
Seus avós paternos eram Edward Herbert, 2º Conde de Powis e a ex- Lady Lucy Graham (filha de James Graham, 3º Duque de Montrose). Seus avós maternos eram Mark William Vane Milbank (neto de William Vane, 1º Duque de Cleveland) e Barbarina Sophia Farquhar (filha de Sir Thomas Farquhar, 2º Baronete).
Herbert foi educado na Rugby School e no Trinity College, em Cambridge, graduando-se em 1907. Mais tarde, ele obteve o título de Doutor em Divindade pelo Trinity College em 1922.

## Carreira
Após ser ordenado em 1909, serviu por um período como capelão de sua antiga escola até 1915, antes de ser nomeado vigário de St George's, Camberwell, e diretor da Trinity Cambridge Mission até 1922, servindo adicionalmente como reitor rural da área a partir de 1918. Em 1921, foi nomeado bispo de Kingston e serviu como capelão do rei George V entre 1921 e 1922. Em 1927, foi nomeado o primeiro bispo da recém-formada diocese de Blackburn. Quase imediatamente, foi convidado a se tornar Presidente do Conselho em Rossall Schooll. Ocupou o cargo de bispo de Norwich entre 1942 e 1959, onde presidiu vários casamentos importantes, incluindo Lady Anne Coke e Colin Tennant em 1956.
Após se aposentar de seu cargo como Bispo de Norwich, Herbert tornou-se Reitor da Igreja de Santa Maria Madalena em Sandringham. Foi naquela igreja, em 1961, que ele batizou a Hon. Diana Spencer (mais tarde Princesa de Gales). Ele foi Escrivão do Armário do Rei George VI de 1942 a 1952 e, depois, da Rainha Elizabeth II de 1952 a 1963.
Ele foi nomeado Cavaleiro Comandante da Real Ordem Vitoriana em 1954.

## Vida pessoal
Em 19 de setembro de 1922, ele se casou com a Hon. Elaine Letitia Algitha Orde-Powlett, filha de William Orde-Powlett, 5º Barão Bolton e da ex-Hon. Elizabeth Gibson (filha de Edward Gibson, 1º Barão Ashbourne). Juntos, eles tiveram quatro filhos (que receberam o título de filhos do conde em 1991).
Acima de tudo, "um bispo pastoral", ele morreu no Royal Masonic Hospital em Londres, aos 82 anos. Por meio de seu filho mais velho, ele é avô de John Herbert, 8º Conde de Powis.